# Alexa Nisenson
Alexa Nisenson (Boca Raton, 8 juni 2006) is een Amerikaans actrice. Ze speelde in diverse films en televisieseries, waaronder Constantine, Fear the Walking Dead en Orphan Horse.

## Filmografie

### Film
- 2016: Middle School: The Worst Years of My Life, als Georgia Khatchadorian
- 2017: Fist Fight, als Ally Campbell
- 2018: Orphan Horse, als Shelly

### Televisie
- 2015: Constantine, als Geraldine Chandler
- 2017: Good Behavior, als Apple
- 2018: Will & Grace, als jonge Karen
- 2018-2023: Fear the Walking Dead, als Charlie
- 2018-2023: Summer Camp Island, als Alexa Mongello[2]

### Computerspel
- 2017: Farpoint, als jonge Carol Anne

### Podcast
- 2024: Discovering Dad, als Jess